# Olympische Jugend-Sommerspiele 2018/Teilnehmer (Togo)
| Gelbes Symbol für Goldmedaillen mit stilisierten Olympischen Ringen | Graues Symbol für Silbermedaillen mit stilisierten Olympischen Ringen | Braundes Symbol für Bronzemedaillen mit stilisierten Olympischen Ringen |
| ------------------------------------------------------------------- | --------------------------------------------------------------------- | ----------------------------------------------------------------------- |
| —                                                                   | —                                                                     | —                                                                       |

Die Jugend-Olympiamannschaft aus Togo für die III. Olympischen Jugend-Sommerspiele vom 6. bis 18. Oktober 2018 in Buenos Aires (Argentinien) bestand aus vier Athleten.

## Athleten nach Sportarten

### Beachvolleyball
Jungen
- Ganiou Ariyata
- Daniel Kpovon
25. Platz

### Fechten
Mädchen
- Grâce Senyo
Florett Einzel: 14. Platz

### Leichtathletik
Mädchen
- Akouvi Koumedzina
200 m: 16. Platz